# 庫巴特雷區
庫巴特雷區是阿塞拜疆的一個區，位於該國西南部，西鄰亞美尼亞。面積802平方公里，1993年人口31,504人。首府庫巴特雷。
1933年建區。1993年，在纳戈尔诺-卡拉巴赫战争期间，庫巴特雷區被阿尔察赫共和国控制。在2020年纳戈尔诺-卡拉巴赫战争期间，阿塞拜疆部队重新控制了庫巴特雷區。